# Čejka australská
Čejka australská (též čejka maskovaná; Vanellus miles) je velký bahňák z čeledi kulíkovitých.

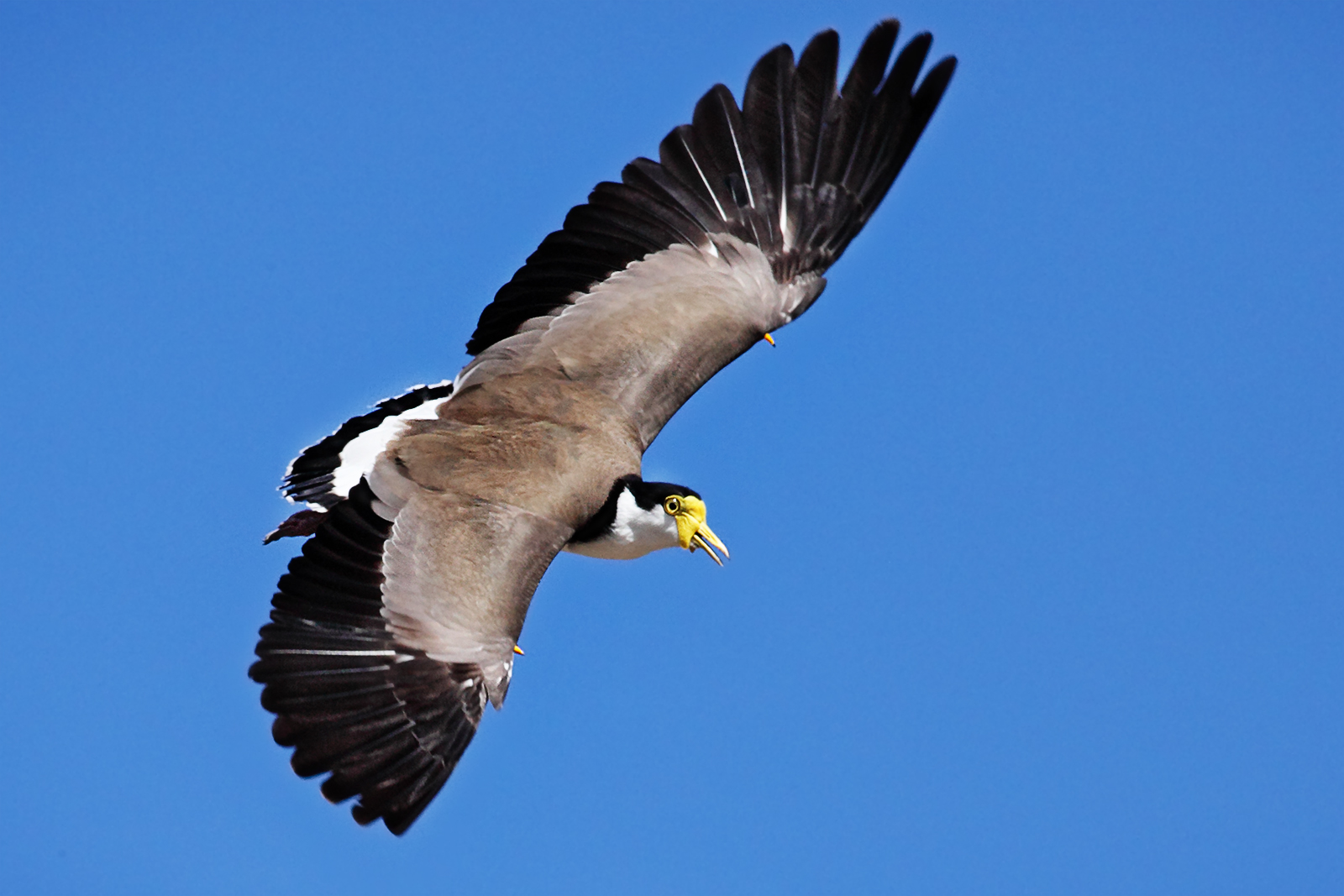
Čejka australská v letu

Dorůstá délky 33–37 cm a váží zhruba 400 g. Vyskytuje se ve dvou poddruzích. První, V. m. miles, má kompletně bílý krk a velké žluté laloky, které jsou u samců větší, druhý, V. m. novaehollandiae, má pak po stranách krku černý pruh a menší laloky. Spodina těla je pak u obou poddruhů bílá, hřbet a křídla, s výjimkou černých letek, hnědá, ocas bílý s černou koncovou páskou, temeno taktéž černé a končetiny tmavě červené. Nápadné jsou také její žluté ostruhy v ohbí křídla.
Žije zejména v mokřinách a v jiných otevřených, většinou vlhkých krajinách, včetně pláží. Je přitom rozšířena převážně na území severní, střední a východní Austrálie. Izolované populace se vyskytují též na Papui Nové Guineji, Novém Zélandu, Timoru a v Indonésii.

Živí se hmyzem a jinými bezobratlými. Pohlavně dospívá ve věku 1 roku. Do hnízda – jednoduchého dolíku v zemi – klade 3–5 hnědých, tmavě skvrnitých vajec, na jejichž 28–30 denní inkubaci i na následné péči o mláďata se podílí oba rodiče. Vejce i mláďata přitom urputně brání a dokáží napadnout i vetřelce značně větší, než jsou oni sami, včetně člověka.

## Chov v zoo
Na počátku roku 2020 byl tento druh chován přibližně v šesti desítkách evropských zoo. V rámci Unie českých a slovenských zoologických zahrad byla čejka australská na konci roku 2018 chována v pěti zoo:
- Zoo Brno
- Zoo Ostrava
- Zoo Plzeň
- Zoo Praha
- Zoo Ústí nad Labem

V případě Zoo Ostrava, Zoo Plzeň a Zoo Praha se jedná o poddruh Vanellus miles miles.

### Chov v Zoo Praha
Tento druh je v Zoo Praha chován od roku 2010. Chován je konkrétně severní poddruh. Ke konci roku 2018 byl chován jeden pár.

Pro návštěvníky je k vidění v expozici Ptačí mokřady v dolní části zoo v australské voliéře.

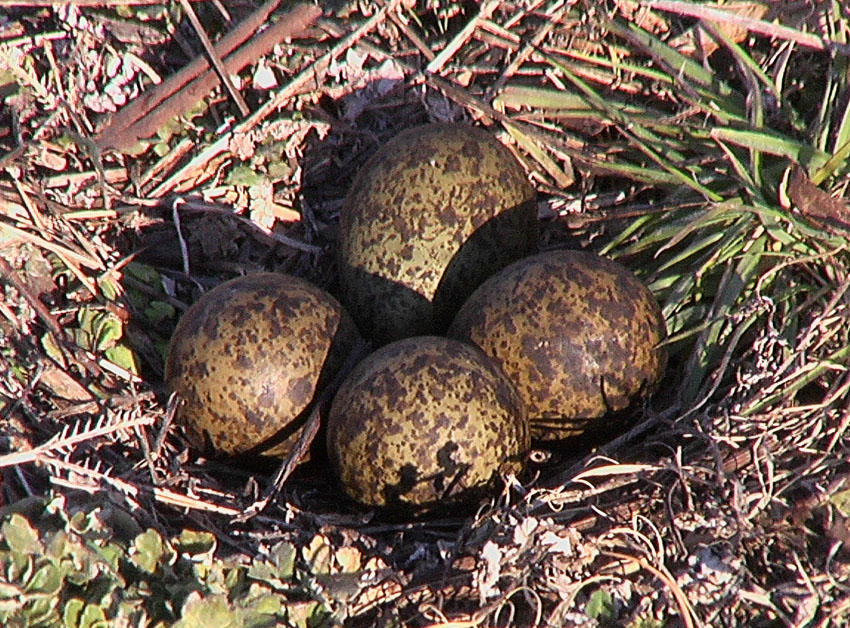
Vejce v hnízdě